# Johannes von Busse

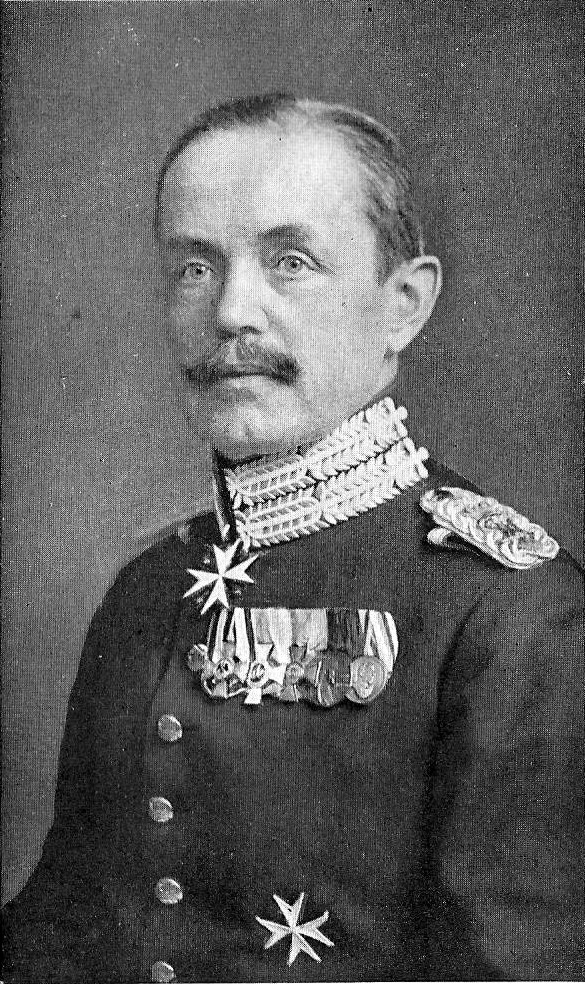
Johannes von Busse

Johannes (Hanns) Rudolf Busso von Busse (* 20. April 1862 in Neisse; † 31. Oktober 1936 in Erfurt) war ein preußischer Generalleutnant.

## Leben

### Herkunft
Johannes, nachmals immer Hanns genannt, entstammt der am 21. April 1859 in den erblichen preußischen Adelsstand erhobenen Familie Busse. Er war ein Sohn des preußischen Kreisrichters Rudolf von Busse (1823–1862) und dessen Ehefrau Magarethe, geborene von dem Borne (1834–1914).

### Militärkarriere
Busse trat nach seiner Erziehung im Kadettenkorps am 12. April 1879 als Fähnrich in das Grenadier-Regiment „König Friedrich Wilhelm IV.“ (1. Pommersches) Nr. 2 der Preußischen Armee in Stettin ein und wurde am 13. November 1879 zum Sekondeleutnant befördert. Als solcher war er ab dem 28. Januar 1886 Adjutant des II. Bataillons, wurde am 19. September 1888 Premierleutnant und vom 1. Oktober 1888 bis 21. Juli 1891 zur weiteren Ausbildung an die Kriegsakademie kommandiert. Im Anschluss daran versah Busse wieder Truppendienst in seinem Stammregiment. Vom 1. April 1892 bis 13. September 1893 kommandierte man ihn zum Großen Generalstab und ernannte Busse unter gleichzeitiger Beförderung zum Hauptmann zum Kompaniechef. Diese Stellung hatte Busse die kommenden knapp vier Jahre inne. Dann wurde er wieder nach Stettin versetzt, versah für ein Jahr Dienst im Infanterie-Regiment Nr. 148 und kam am 30. April 1898 als Lehrer an die Hauptkadettenanstalt. Mit der Beförderung zum Major am 27. Januar 1903 wurde er dem Infanterie-Regiment „von Manstein“ (Schleswigsches) Nr. 84 aggregiert. Vom 15. November 1904 bis 18. November 1908 fungierte Busse in Königsberg als Kommandeur des II. Bataillons im Grenadier-Regiment „König Friedrich Wilhelm I.“ (2. Ostpreußisches) Nr. 3. Anschließend ernannte man ihn zum Kommandeur der Kriegsschule Neiße und beförderte ihn am 27. Januar 1910 zum Oberstleutnant sowie am 13. September 1912 zum Oberst. Als solcher übernahm er am 19. November 1912 das Kommando über das Großherzoglich Mecklenburgische Grenadier-Regiment Nr. 89. In dieser Stellung wurde ihm im Januar 1914 das Kommandeurkreuz des Weißen Elefantenordens verliehen.
Mit Ausbruch des Ersten Weltkriegs wurde Busse zum Kommandeur der 34. Reserve-Infanterie-Brigade ernannt, mit der er im Verbund mit der 18. Reserve-Division über das neutrale Belgien in Frankreich einmarschierte und dort an der Aisne kämpfte. In dieser Eigenschaft wurden ihm beide Klassen des Eisernen Kreuzes verliehen. Das Kommando gab er Ende Oktober 1914 ab und übernahm die 102. Reserve-Infanterie-Brigade, die zu diesem Zeitpunkt an der Flandernfront lag. Nachdem Busse am 22. März 1915 zum Generalmajor befördert worden war, erhielt er am 20. November 1915 das Kommando über die neu aufgestellte 210. Infanterie-Brigade. Mit dieser überschritt er bei Semendria die Donau und bildete mit seiner Brigade die Vorhut des IV. Reserve-Korps bei dessen Vormarsch durch Serbien bis zur griechischen Grenze. In der Folgezeit verblieb er am Dojransee, wo es zu Grenzkämpfen kam. Während der Brussilow-Offensive im Sommer 1916 kommandierte Busse dann die Infanterie der Division Wilhelmi und konnte in seinem Abschnitt das Vordringen der russischen Streitkräfte aufhalten. Daraufhin wurde er am 22. September 1916 zum Führer des Divisions-Kommandos z. b. V. Nr. 301 ernannt, dem österreichisch-ungarische Truppen unterstellt waren und die er im Feldzug gegen Rumänien kommandierte. Für sein Wirken erhielt er im Dezember 1916 den Roten Adlerorden II. Klasse mit Eichenlaub und Schwertern.
Mitte Januar 1917 wurde Busse von der Ostfront abgezogen und zum Kommandanten der Oberrhein-Befestigungen in Baden ernannt. Am 21. April 1917 folgte die Ernennung zum Kommandeur der bei Arras gegen britische Verbände kämpfenden 111. Infanterie-Division. Während der anschließenden Kämpfe in Flandern erlitt seine Division schwere Verluste und musste am 1. August aus der Front gezogen werden. Nach Auffrischung kam sie dort nochmals vom 17. Oktober bis 6. November zum Einsatz. Nach Kämpfen in der Siegfriedstellung bereitete er seine Division auf die am 21. März 1918 beginnende Große Schlacht in Frankreich vor. Als Angriffsdivision hatte sie großen Anteil an den Durchbruchskämpfen und Busse erhielt für seine Leistungen am 16. April 1918 die höchste preußische Tapferkeitsauszeichnung, den Orden Pour le Mérite. Nach dem Scheitern der deutschen Offensive ging die Division wieder in den Stellungskrieg über, kämpfte Anfang September bei Monchy-Bapaume und Ende Oktober bei Valenciennes. Dann trat sie den Rückzug auf die Antwerpen-Maas-Stellung an.
Nach dem Waffenstillstand führte Busse seine Division in die Heimat zurück, wo diese bis Januar 1919 demobilisiert und schließlich aufgelöst wurde. Am 20. Januar 1919 folgte dann seine Verwendung als Kommandeur der 17. Division. Im Zuge der Auflösung der Preußischen Armee wurde Busse am 30. September 1919 unter Verleihung des Charakters als Generalleutnant zur Disposition gestellt und in den Ruhestand verabschiedet.
Im Jahre 1921 wurde Busse in Schwerin zum Vorsitzenden des Volksbundes Deutsche Kriegsgräberfürsorge e.V., Landesverband Mecklenburg-Schwerin gewählt.
Er war Rechtsritter des Johanniterordens und Kommandeur II. Klasse des Dannebrogordens.

### Familie
Busse heiratete am 12. Oktober 1892 in Berlin Maria von Holtzendorff (1872–1908). Aus der Ehe gingen die Kinder Evamaria (* 1897), Gisela (1899–1987) und Hans (* 1903) hervor. Ein entfernter Verwandter war der Architekt und Großneffe Hans-Busso von Busse.